# التهاب الأقنية الصفراوية المصلب الثانوي
التهاب الأقنية الصفراوية المصلب الثانوي (بالإنجليزية: Sclerosing cholangitis) هو مرض كبدي ركودي صفراوي مزمن. يتميز التهاب الأقنية الصفراوية المصلب الثانوي بأن له سبب معروف، أما في حال عدم تحديد سبب، يشخص التهاب الأقنية الصفراوي المصلب الابتدائي. هو مرض عدواني ونادر له أسباب معقدة ومتعددة. ويتميز بالتهاب وتليف وتدمير الشجرة الصفراوية وتليف الكبد الصفراوي. ويمكن علاجه بتدخلات بسيطة مثل الاستخدام المستمر للمضادات الحيوية والمتابعة، أو في الحالات الأكثر خطورة، التدخل الجراحي بالمنظار، وربما زرع الكبد.

## السبب
ويعتقد أن التهاب الأقنية الصفراوية المصلب الثانوي يتطور نتيجة لإصابات معروفة أو العمليات المرضية للشجرة الصفراوية، مثل انسداد القناة الصفراوية، أو إصابة إقفارية للشجرة الصفراوية. وتشمل الأسباب الثانوية للمرض وجود حصيات داخل القنوات الصفراوية، ورضوض البطن الجراحية أو الكليلة، والعلاج الكيميائي داخل الشرايين، والتهاب البنكرياس المتكرر. وقد تبيّن بوضوح أن التهاب الأقنية الصفراوية المصلّب يمكن أن يتطوّر بعد التهاب الأقنية الصفراوية الجرثومي الحاد. كما أنه قد يحدث بسبب أذية الشجرة الصفراوية بعد التهاب الأوعية الصفراوية الانسدادي التالي لحصيات الطرق الصفراوية، الأذيات الجراحية، الإصابات، الأذيات الوعائية، الطفيليات، أو الاضطرابات الكيسية الليفية الخلقية. والأسباب الإضافية لالتهاب الأقنية الصفراوية المصلب الثانوي هي السمية، بسبب العوامل الكيميائية أو العقاقير.

## التشخيص
يرتبط التهاب الأقنية الصفراوية المصلب الثانوي سريرياً بالتهاب الأقنية الصفراوية المصلب الأولي (PSC)، ولكنه ينشأ من عملية مرضية معروفة. ويتطلب تشخيص التهاب الأقنية الصفراوية المصلب الأولي استبعاد جميع الأسباب الثانوية لتصلب الأقنية الصفراوية؛ وفي حال اكتشاف مسبب فإن التشخيص يصبح التهاب الأقنية الصفراوية المصلب الثانوي.. تتشابه مظاهره السريرية والتصويرية التهاب الأقنية الصفراوية المصلب الأولي، إلا أن المسبب يكون موجود ويساعد الكشف المبكر عنه بتحديد إمكانية العلاج. ومع ذلك، يرتبط التهاب الأقنية الصفراوية المصلب في المرضى ذوي الحالات الحرجة بالتطور السريع للمرض والنتائج السيئة. ويمكن للاختبارات المصلية والتصوير الإشعاعي والتحليل النسيجي أن تساعد في تشخيص التهاب الأقنية الصفراوية المصلب الثانوي.

## العلاج
يمكن أن تشمل خطوط العلاج الأولى المضادات الحيوية واسعة الطيف أو تصريف القناة الصفراوية المصابة تليها المراقبة عن كثب. الجراحة بالمنظار مفضّلة على العمليات المفتوحة للحد من العدوى والإسراع في فترة الشفاء. إذا فشلت هذه قد يكون من الضروري زراعة الكبد.